# Tetrahidrocanabinol
Tetrahidrocanabinol (do inglês Tetrahydrocanabinol; THC, Δ9-THC, Δ9-Tetrahidrocanabinol, delta-9-tetrahidrocanabinol) ou na linguagem técnica, tetra-hidrocanabinol, é a principal substância psicoactiva encontrada nas plantas do gênero Cannabis. Pode ser obtida por extracção a partir dessa planta ou por síntese em laboratório.
O Δ9-THC (conhecido segundo uma anterior convenção de nomenclatura como Δ¹-THC) foi isolado na forma pura pela primeira vez em 1964 por Raphael Mechoulam, Yechiel Gaoni e Habib Edery no Instituto Weizmann em Rehovot, Israel, através da extracção a partir do haxixe com éter de petróleo, seguido de repetidas cromatografias.
É discutido até que ponto este composto é responsável pelos efeitos verificados com o consumo da planta. Um estudo não encontrou diferenças nos efeitos subjetivos entre a maconha e o THC puro, mas críticas a esse estudo apontam para que tenha sido usada maconha de fraca qualidade e parcialmente deteriorada, que não mantinha os componentes normais de terpenoides e flavonoides tais como canabinol (CBN) e canabidiol (CBD), defendendo que os efeitos do consumo da planta não se devem só ao THC.
Na utilização clínica de Cannabis, os extractos são compostos geralmente pelos topos a florescer e com abundantes tricomas glandulares (sem sementes), com um potência de até 20% de THC. Dados quanto à composição dos extractos usados para consumo recreacional são escassos devido ao facto do seu consumo ser ilegal em muitos países. Um estudo da quantidade de THC em amostras de maconha e haxixe apreendidas pela polícia italiana entre 1997 e 2004 revela valores que variam entre 0,5 e 20%, com a média a subir nos últimos anos para cerca de 13%.

## Farmacocinética
Os efeitos do Δ9-THC devem-se sobretudo à sua ligação a receptores canabinoides CB1, presentes em muitas áreas do cérebro.  Estes receptores têm importância em diversos processos fisiológicos, tais como regulação do metabolismo, dor, ansiedade, crescimento ósseo e função imunitária.
Biodisponibilidade oral menor que por inalação (25-30%):
- Sofre efeitos de primeira passagem, sendo metabolizado no fígado;
- Efeito demora 1~6 horas a instalar-se, mas tem maior duração;
- Absorção lenta e contínua no intestino;
- Distribui-se por todo o organismo;

Absorvido por inalação atravessa os alvéolos pulmonares, entra na circulação e atinge o cérebro em minutos.
Uma vez absorvido para a corrente, as concentrações de THC diminuem rapidamente devido ao metabolismo feito pelo fígado, onde a depuração plasmática pode atingir 950 mL/min, ou à sequestração.
Acumula-se preferencialmente no tecido adiposo (devido à sua grande lipofília), atingindo o pico de concentração em 4~5 dias. É depois lentamente liberado, atingindo outros compartimentos como o cérebro.
No cérebro é distribuído de diferentes formas, alcançando concentrações mais elevadas nas áreas neocortical, límbica, sensorial e motora.
É metabolizado no fígado pela CYP 450 essencialmente a 11-hidróxi-THC (potencialmente mais potente que o THC), mas existe uma enorme variedade de metabólitos, com elevados tempos de meia-vida. Posteriormente o 11-hidroxi-THC pode ainda ser substrato da álcool desidrogenase.
Devido à sequestração, o tempo de meia-vida do THC pode variar desde 20h até 10~13 dias.
25% dos metabolitos são eliminados na urina sob a forma de éster de ácido glucurónico.
A maioria é liberada no intestino pelo fígado, e pode ser reabsorvido (circulação entero-hepática), prolongando a sua acção, ou eliminado nas fezes onde se verifica a predominância da forma não conjugada.
A eliminação total pode demorar até 30 dias.
Devido à sequestração e à existência de metabolitos activos, é difícil estabelecer uma relação entre a concentração de THC no plasma ou urina e a intoxicação.

## Interacções Farmacológicas
O THC reforça a acção sedativa de outras substâncias psicotrópicas como o álcool e as benzodiazepinas.
Reforça ainda a acção de relaxantes musculares, broncodilatadores, medicamentos antiglaucoma, da acção analgésica de opiáceos, do efeito antiemético das fenotiazinas e do efeito antiepilético das benzodiazepinas.
Inibidores da ciclo-oxigenase (COX), como os AINEs e a indometacina, antagonizam o efeito do THC.

## Usos terapêuticos
Devido às suas propriedades, os canabinoides podem ser potencialmente usados com vista à analgesia, relaxamento muscular, imunossupressão, como anti-inflamatórios, antialérgicos, sedativos, para melhorar o humor, como estimulante do apetite, antiemético, diminuidores da pressão intraocular, broncodilatação, neuroproteção e efeitos antineoplásicos.
O THC teve aprovação do FDA em 1986. Actualmente é usado um THC sintético, o dronabinol (Marinol, Unimed, Marietta, Ga., USA) com duas indicações terapêuticas: náuseas e enjoos induzidos pela quimioterapia e anorexia associada à SIDA.
Verificou-se que agonistas canabinoides inibem a proliferação celular no cancro da mama, na mulher e in vitro, e apresentam actividade antineoplásica em gliomas malignos em ratos
Algumas pesquisas sugerem que o THC pode estar indicado em caso de epilepsia, depressão, distúrbio bipolar, quadros de ansiedade, dependência de opiáceos e álcool, sintomas de retirada, assim como distúrbios do comportamento na doença de Alzheimer, mas revela-se necessária uma investigação mais aprofundada.
Provas crescentes demonstram a efectividade dos efeitos do THC contra os espasmos provocados pela esclerose múltipla, lesão na medula espinhal e na síndrome de Tourette (não só diminuição dos tiques, mas também melhoria do comportamento). Verifica-se também actividade em outras desordens do movimento, como distonia.
A acção do THC no tratamento da asma e do glaucoma está praticamente confirmada.
Clinicamente, o THC é usado no tratamento das náuseas e vómitos refractários causados por medicamentos antineoplásicos, no tratamento da perda de apetite na anorexia e na caquexia em doentes com HIV/SIDA.

## Toxicidade
Os benefícios terapêuticos atribuídos à Cannabis têm sido alvo de alguma relutância, uma vez que os seus efeitos adversos tendem a tornar a relação risco/benefício desfavorável ao seu uso clínico.

### Toxicidade aguda
A toxicidade aguda do THC é muito baixa. A dose letal em humanos não é ainda conhecida nem há relatos comprovados de morte em seres humanos por THC ou Cannabis. A gravidade, duração e frequência destes sintomas variam com a susceptibilidade do indivíduo, com meio cultural em que este se insere e com a frequência e intensidade do consumo prévio de Cannabis.
No cérebro, o consumo agudo de Cannabis pode desencadear efeitos adversos psicóticos, cognitivos e no controlo psicomotor.

#### Efeitos no controle psicomotor
- Desajustes no controle e coordenação motora
- Redução da actividade psicomotora
- Alterações da percepção sensorial e temporal
- Perturbações da comunicação oral
- Inibição do movimento(Fonte?).(fonte2?)

#### Efeito cognitivos
- Dificuldades de concentração
- Distúrbios na memória de curto prazo
- Danos em todos os estágios da memória incluindo codificação, consolidação e recuperação
- Dificuldades de atenção
- Diminuição do desempenho aritmético
- Efeitos amnésicos (relacionados com a inibição da liberação de neurotransmissores)

#### Efeitos Psíquicos
- Euforia.
- Sensação de bem-estar
- Sonolência
- Sedação
- Síndrome de ansiedade
- Despersonalização/Desrealização
- Aumento do apetite
- Risos

#### Efeitos físicos
Os efeitos físicos do THC têm menor relevância que os efeitos comportamentais, excepto nas crianças que se intoxicam por acidente. Entre outros efeitos destacam-se:
- Taquicardia
- Aumento da pressão diastólica associada à diminuição do tónus paras-simpático
- Hipotensão ortostática (que causa tonturas e síncope)
- Hipossalivação e secura da boca
- Distúrbios de acomodação oftálmica e diminuição da reacção da pupila à luz
- Diminuição da secreção lacrimal
- Dores de cabeça, náuseas, vómitos
- Relaxamento muscular

Por causar perturbações na coordenação motora, na percepção e nas funções cognitivas e afectivas, o consumo de THC pode apresentar perigos na condução de automóveis, pilotagem de aviões e utilização de máquinas.
Para um ser humano morrer devido a dose letal de tetraidrocanabinol seria necessário fumar 15.000 charros em 20 minutos (observação: charro equivale a baseado, cigarro de maconha, em português brasileiro).

### Toxicidade crônica
O uso de Cannabis por longos períodos de tempo não está associado à morte de animais ou humanos, mas estão descritos diversos efeitos crónicos devido ao uso de Cannabis, efeitos estes que dependem da intensidade e duração do consumo.

#### Risco de fumar
O uso fumígeno de Cannabis está relacionado com a diminuição da capacidade de respiração durante o exercício físico, dificuldades respiratórias, produção de expectoração, tosse crónica. Note-se que esses sintomas devem-se principalmente à inalação de produtos de combustão da Cannabis, incluindo hidrocarbonetos policíclicos mutagénicos, e compostos químicos como a amônia, não directamente relacionados com o THC.

#### Efeitos psicóticos
- Indução do aparecimento de psicoses em pacientes pré-dispostos, devido à modulação das concentrações de dopamina por acção nos receptores CB1.
- Síndromes de confusão
- Depressão
- Ansiedade

#### Efeitos na função cognitiva
- Danos na memória
- Dificuldades de atenção
- Diminuição da capacidade para organizar e integrar informação complexa
- Tem 1% a mais de chance de desenvolver esquizofrenia de um não fumante

Existe alguma controvérsia relativa à reversibilidade dos efeitos cognitivos: alguns estudos defendem que, após um período de abstinência, os sintomas são reversíveis; outros defendem que o consumo massivo de Cannabis está associado a danos irreversíveis na performance cognitiva.

#### Riscos do consumo na adolescência
- Mais efeitos tóxicos na saúde mental dos adolescentes do que em adultos
- Maior risco de depressões
- Síndrome de Burnout (Desmotivação), caracterizado por apatia, retraimento social e dificuldades de concentração, o que implica consequências na performance académica

#### Efeitos em outros órgãos
O consumo de Cannabis a longo prazo tem um impacto negativo em sistemas de órgãos incluindo o sistema imunitário e a circulação; entre outros efeitos destacam-se:
- Influência em processos hormonais por interagir com o eixo hipotálamo-hipófise
- Inibição da motilidade gástrica e do esvaziamento gástrico
- Aumento do risco da progressão da fibrose na hepatite C crónica
- Influência na resposta humoral e na resposta imunitária dos linfócitos T (estudos experimentais)
- Decréscimo na contagem de espermatozoides; inibição da reacção do acrossoma e diminuição da motilidade dos espermatozoides (estudos in vitro)